# (58165) 1990 HQ5
1990 إتش كيو 5 (ويعرف أيضًا باسم (58165) 1990 إتش كيو 5 وفق تسمية الكوكب الصغير) (بالإنجليزية: 1990 HQ5)‏ هو كويكب ضمن حزام الكويكبات؛ وترتيبه 58165 من حيث الاكتشاف.
اكتُشف هذا الجُرم الفلكي بواسطة Anna N. Żytkow ‏ في 29 أبريل 1990.

## وصلات خارجية
- (58165) 1990 HQ5 في قاعدة بيانات مختبر الدفع النفاث لأجرام النظام الشمسي الصغيرة

- الاكتشاف · مخطط المدار ·  العناصر المدارية · المعلمات المادية

- (58165) 1990 HQ5 على موقع ويكي سكاي: DSS2, SDSS, GALEX, IRAS, Hydrogen α, X-Ray, Astrophoto, Sky Map, Articles and images